# 和氣清麻呂
和氣清麻呂（わけ の きよまろ，天平5年 - 延曆18年2月21日，733年—799年4月4日）是奈良時代末期至平安時代初期的貴族。磐梨別乎麻呂（或平麻呂）之子。初名磐梨別公、後改藤野（輔治能）真人、和氣宿禰、和氣朝臣。官位從三位、民部卿、贈正三位、正一位。

## 生涯
和氣清麻呂出生於備前國東野郡（現岡山縣和氣町）。神護景雲3年（769年），宇佐神官兼大宰府主神的中臣習宜阿曾麻呂向稱德天皇上奏宇佐八幡神的神託：「道鏡即皇位則天下太平。」
稱德天皇的側近尼僧和氣廣蟲（法均尼）之弟清麻呂受命，前往確認宇佐八幡之神託。清麻呂作為勅使参宮，奉上寶物，欲讀宣命文（天皇的口述意旨）之時，神透過禰宜辛嶋勝与曾女表達拒絕聽取宣命。清麻呂起疑，請求由与曾女聽取宣命，与曾女再度請求神顯現，結果出現身長三丈（約九公尺）的僧形大神，大神再度拒絕聽取宣命，清麻呂回到朝廷後向稱德天皇表示新神託為：「我國開闢以來，君臣之份已定，以臣為君未之有也。天之日嗣必立皇緒，無道之人宜早掃除。」（宇佐八幡宮神託事件）。
道镜對清麻呂的報告大怒，將清麻呂左遷为因幡員外介，並將其改名為別部穢麻呂，處以流罪大隅國（現鹿兒島縣）的惩罚，但傳位給道鏡之事亦作罷。
神護景雲4年（770年）8月，稱德天皇駕崩，道鏡失勢。光仁天皇將清麻呂復位從五位下。之後，歷任播磨和豐前之國司。延曆7年（788年），任美作、備前兩國之國造。延曆12年（793年），任造營大夫，盡力於平安遷都的建設。

## 後世

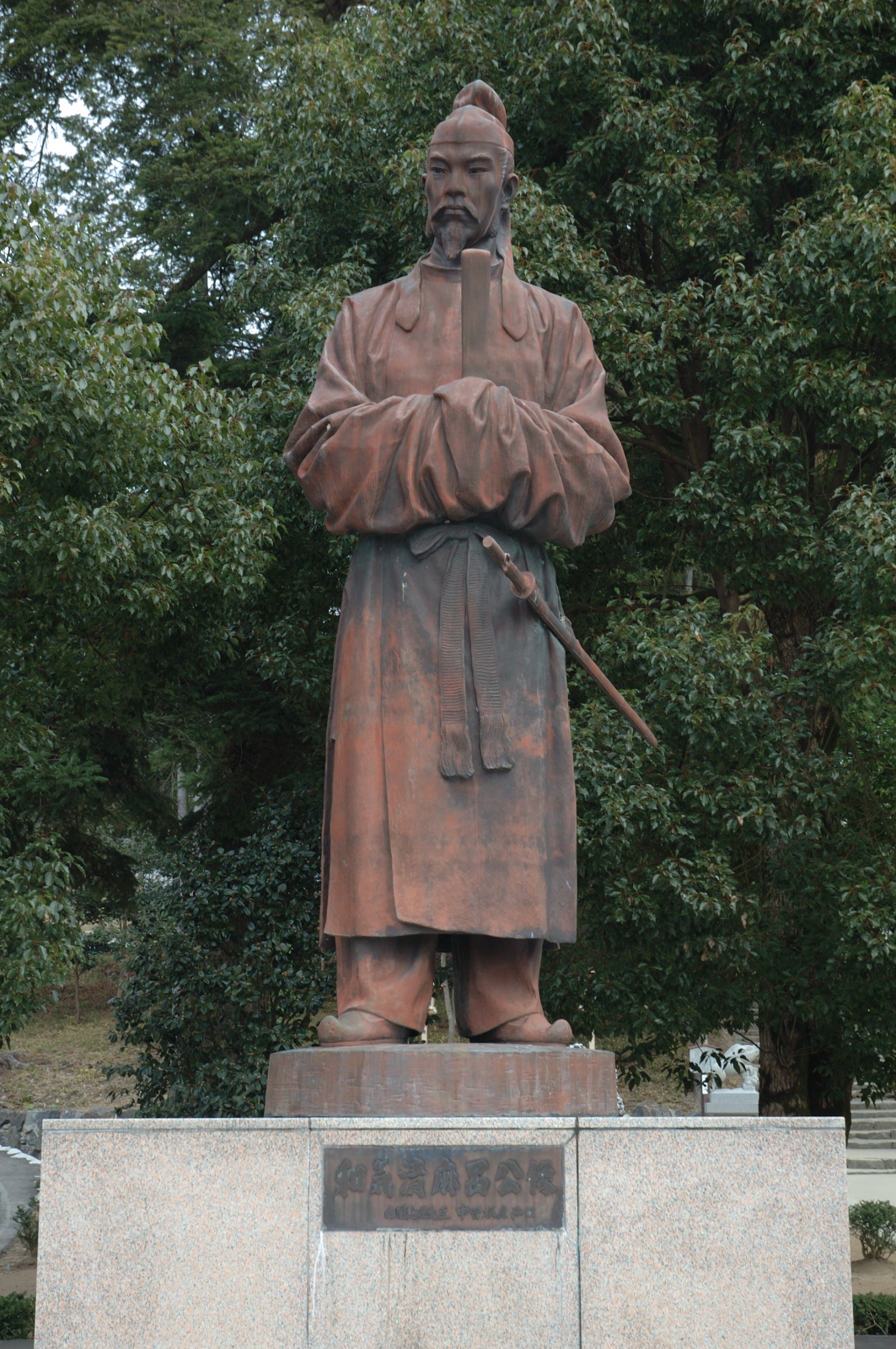
和氣清麻呂像（和氣神社）

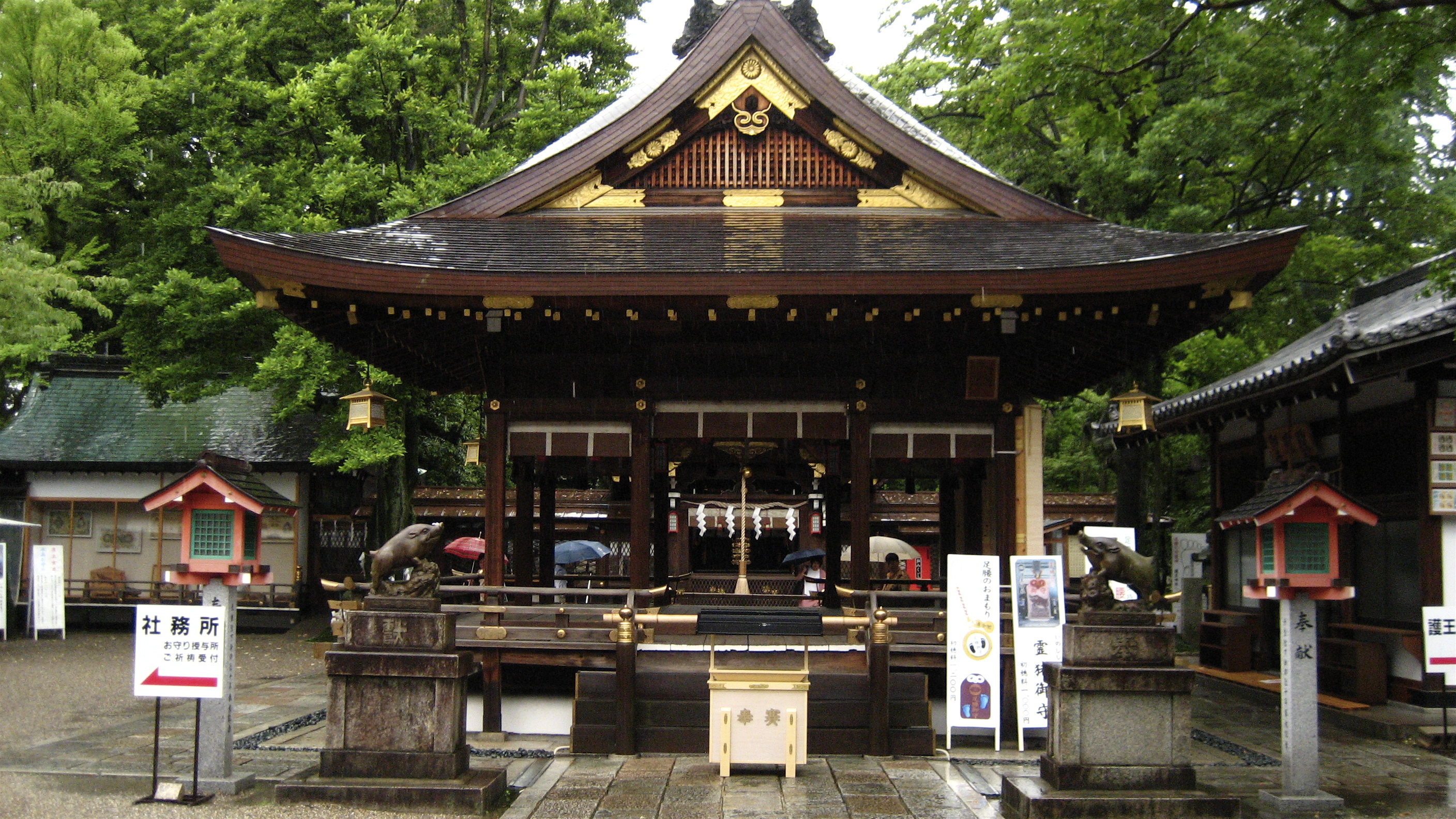
祭祀和氣清麻呂的護王神社

嘉永4年（1851年），孝明天皇稱讚和氣清麻呂的功績贈神階正一位和「護王大明神」的神號。明治7年（1874年），神護寺境內祭祀清麻呂的廟改稱護王神社，列別格官幣社。明治19年（1886年），由明治天皇勅命，從神護寺境內遷座京都御所蛤御門前。明治31年（1898年），作為薨後1100年記念，贈正一位。
出身地岡山縣和氣町有和氣氏一族的氏神和氣神社，內奉祀和氣清麻呂、和氣廣蟲。配流地鹿兒島縣霧島市也有和氣神社。還有，宗佐厄神八幡神社、御祖神社、葛原八幡神社、足立山等地流傳宇佐配流之際，有被猪所救的傳說，因此，護王神社、和氣神社、御祖神社等以「狛猪」取代狛犬。
二次大戰戰前，清麻呂和楠木正成等人被視為勤皇的忠臣，肖像（想像圖）印刷為十圓紙幣。在東京都千代田區大手町的大手濠綠地（氣象廳付近）、岡山縣和氣町的和氣神社境內等地立有銅像。

## 系譜
- 父：磐梨別乎麻呂（或平麻呂）
- 母：不詳
- 妻：和氣嗣子
  - 長男：和氣廣世
- 生母不明
  - 男子：和氣達男
  - 男子：
  - 四男：磐梨為綱（妙運）
  - 五男：和氣真綱（783-846）
  - 六男：和氣仲世（784-852）
  - 女子：藤原葛野麻呂室

## 脚注
1. ↑  『日本後紀』延曆18年2月21日條
2. ↑  『八幡宇佐御託宣集』
3. ↑  贈正三位和気朝臣清麿特旨ヲ以テ位階被追陞ノ件（ref.A10110595200） （页面存档备份，存于）、叙位裁可書・明治三十一年・叙位巻一、国立公文書館アジア歴史資料センター。

## 關連項目
- 宇佐八幡宮神託事件
- 和氣清麻呂 (小行星)
- 弘文院
- 興福院
- 月輪寺
- 大龍寺 (神戶市)
- 足立山

## 外部連結
- 葛原八幡神社